# Llinda conservada de la casa al carrer de Can Caló, 55 (Mieres)
La Llinda conservada de la casa al carrer de Can Caló, 55 és una obra de Mieres (Garrotxa) protegida com a Bé Cultural d'Interès Local.

## Descripció
Casa situada en el c/ de Can Caló núm. 55. Es conserva únicament la bonica llinda que corona la porta principal: "NUBEMBRA DEL ANY/ 1781".

## Història
El primer document que esmenta el poble de Mieres data de l'any 889: "la iglesia de Santa Maria en la cabeza del Lago y la de Sant Martín que subyace al valle de Mieres". Actualment Mieres disposa de tres barris molt diferenciats, col·locats en petits pujolets: el de Sant Pere, el de la Cellera i el Barri de la Romeria. Pels seus carrers costeruts i estrets recorden una construcció plenament medieval. Els edificis corresponen a diferents moments constructius: d'ençà el segle XIV-XV, amb una notable ampliació en el segle xvi i una gran tasca constructiva durant el segle xviii.